# Liste von Burgen, Schlössern und Festungen im Département Pyrénées-Atlantiques
Die Liste von Burgen, Schlössern und Festungen im Département Pyrénées-Atlantiques listet bestehende und abgegangene Anlagen im Département Pyrénées-Atlantiques auf. Das Département zählt zur Region Nouvelle-Aquitaine in Frankreich.

Wappen des Départements Pyrénées-Atlantiques (64)
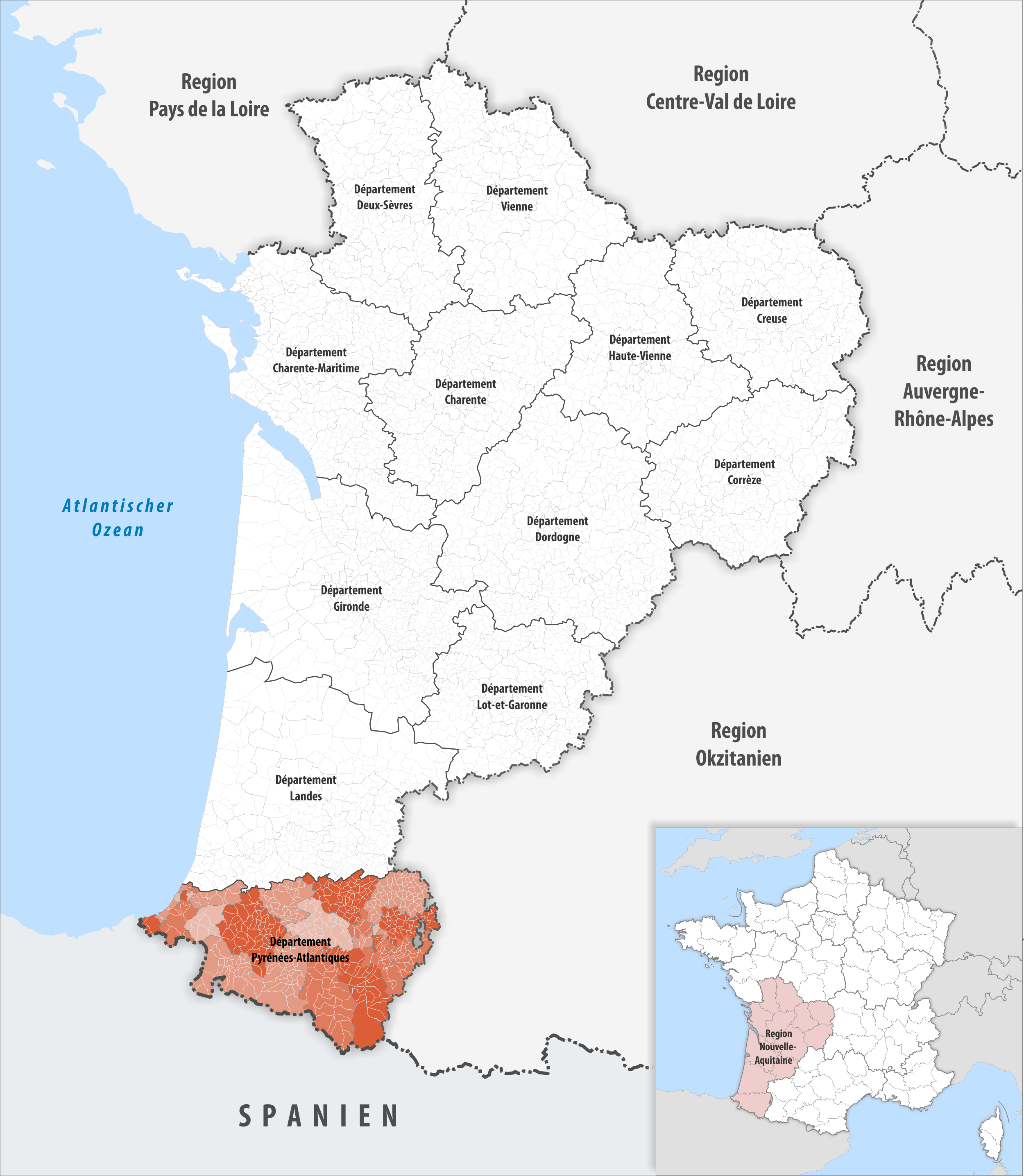
Lage des Départements Pyrénées-Atlantiques in der Region Nouvelle-Aquitaine
Lage der Region Nouvelle-Aquitaine in Frankreich

## Liste
Bestand am 13. Mai 2022: 128
| Name deu / fra                                                                 | Gemeinde / Lage                                    | Typ (Untertyp)          | Bemerkungen                                                                            | Bild                          |
| ------------------------------------------------------------------------------ | -------------------------------------------------- | ----------------------- | -------------------------------------------------------------------------------------- | ----------------------------- |
| Schloss Abbadia Château d'Abbadia                                              | Hendaye 43,377465° N, 1,749252° W                  | Schloss                 | Neugotisches Schloss aus dem 19. Jahrhundert                                           |                               |
| Schloss Abbadie Château d'Abbadie                                              | Aroue-Ithorots-Olhaïby 43,317838° N, 0,952083° W   | Schloss                 |                                                                                        |                               |
| Schloss Abos Château d'Abos                                                    | Abos 43,35935° N, 0,565694° W                      | Schloss                 |                                                                                        |                               |
| Schloss Agnos Château d'Agnos                                                  | Agnos 43,163801° N, 0,621992° W                    | Schloss                 |                                                                                        |                               |
| Schloss Ahetzia Château d'Ahetzia                                              | Ordiarp 43,196082° N, 0,955961° W                  | Schloss                 |                                                                                        |                               |
| Schloss Angaïs Château d'Angaïs                                                | Angaïs 43,237508° N, 0,246264° W                   | Schloss                 |                                                                                        |                               |
| Schloss Aphat Château d'Aphat                                                  | Bussunarits-Sarrasquette 43,162031° N, 1,176063° W | Schloss                 |                                                                                        |                               |
| Schloss Aphatia Château d'Aphatia                                              | Barcus 43,189657° N, 0,769725° W                   | Schloss                 |                                                                                        |                               |
| Schloss Arbus Château d'Arbus                                                  | Arbus 43,330854° N, 0,508596° W                    | Schloss                 |                                                                                        |                               |
| Schloss Arcangues Château d'Arcangues                                          | Arcangues 43,436029° N, 1,517006° W                | Schloss                 |                                                                                        |                               |
| Schloss Aren Château d'Aren                                                    | Aren 43,260882° N, 0,68877° W                      | Schloss                 |                                                                                        |                               |
| Schloss Arette Abbaye laïque d'Arette                                          | Arette 43,094751° N, 0,717207° W                   | Schloss (Laienkloster)  |                                                                                        |                               |
| Schloss Armendarits Château d'Armendarits                                      | Armendarits 43,30446° N, 1,157425° W               | Schloss                 |                                                                                        |                               |
| Schloss Arricau Château d'Arricau                                              | Arricau-Bordes 43,498262° N, 0,151682° W           | Schloss                 |                                                                                        |                               |
| Schloss Arros Château d'Arros                                                  | Arros-de-Nay 43,1988° N, 0,2905° W                 | Schloss                 |                                                                                        |                               |
| Schloss Artiguelouve Château d'Artiguelouve                                    | Artiguelouve 43,324695° N, 0,486348° W             | Schloss                 |                                                                                        |                               |
| Schloss Assat Château d'Assat                                                  | Assat 43,249921° N, 0,301126° W                    | Schloss                 |                                                                                        |                               |
| Schloss Astis Abbaye laïque d'Astis                                            | Anoye 43,400727° N, 0,137722° W                    | Schloss (Laienkloster)  |                                                                                        |                               |
| Schloss Astis Château d'Astis                                                  | Astis 43,445497° N, 0,331531° W                    | Schloss                 |                                                                                        |                               |
| Schloss Audaux Château d'Audaux                                                | Audaux 43,357583° N, 0,793564° W                   | Schloss                 |                                                                                        |                               |
| Schloss Bachoué Château de Bachoué                                             | Andrein 43,392396° N, 0,889191° W                  | Schloss                 |                                                                                        |                               |
| Schloss Baillenx Château de Baillenx                                           | Andrein 43,38935° N, 0,89832° W                    | Schloss (Laienkloster)  |                                                                                        |                               |
| Schloss Baure Château de Baure                                                 | Orthez 43,479129° N, 0,812237° W                   | Schloss                 | Im Ortsteil Sainte-Suzanne                                                             |                               |
| Alte Burg Bayonne Château vieux de Bayonne                                     | Bayonne 43,49194° N, 1,4779° W                     | Burg                    |                                                                                        |                               |
| Neue Burg Bayonne Château neuf de Bayonne                                      | Bayonne 43,489851° N, 1,470165° W                  | Burg                    |                                                                                        |                               |
| Schloss Bazerques Château Bazerques                                            | Précilhon 43,196358° N, 0,57921° W                 | Schloss                 | Ruine                                                                                  |                               |
| Burg Bellocq Château de Bellocq                                                | Bellocq 43,5175° N, 0,9142° W                      | Burg                    | Ruine                                                                                  |                               |
| Burg Belzunce Château de Belzunce                                              | Ayherre 43,379838° N, 1,233535° W                  | Burg                    | Ruine                                                                                  |                               |
| Schloss Belzunce Château de Belzunce                                           | Méharin 43,333399° N, 1,150472° W                  | Schloss                 |                                                                                        |                               |
| Schloss Béon Château de Béon                                                   | Aste-Béon 43,03456° N, 0,418207° W                 | Schloss                 |                                                                                        |                               |
| Schloss Béost Château de Béost                                                 | Béost 42,993866° N, 0,414584° W                    | Schloss                 |                                                                                        |                               |
| Schloss Bernadets Château de Bernadets                                         | Bernadets 43,37929° N, 0,286497° W                 | Schloss                 |                                                                                        |                               |
| Schloss Betouzet Château de Betouzet                                           | Andrein 43,392396° N, 0,889191° W                  | Schloss (Herrenhaus)    |                                                                                        |                               |
| Schloss Bidache Château de Bidache                                             | Bidache 43,4875° N, 1,1383° W                      | Schloss                 | Ruine                                                                                  |                               |
| Schloss Bielle Château de Bielle                                               | Bielle 43,055778° N, 0,433107° W                   | Schloss                 |                                                                                        |                               |
| Schloss Bijou Château Bijou                                                    | Labastide-Villefranche 43,455421° N, 1,021653° W   | Schloss                 |                                                                                        |                               |
| Schloss Bitaubé Château de Bitaubé                                             | Rébénacq 43,159789° N, 0,402224° W                 | Schloss                 |                                                                                        |                               |
| Schloss Bordenave Château de Bordenave                                         | Abère 43,388652° N, 0,173092° W                    | Schloss                 |                                                                                        |                               |
| Schloss Bouillon Château de Bouillon                                           | Bouillon 43,493942° N, 0,502167° W                 | Schloss                 |                                                                                        |                               |
| Schloss Boulard Château Boulard                                                | Biarritz 43,474984° N, 1,558975° W                 | Schloss                 |                                                                                        |                               |
| Schloss Bourdette Château Bourdette                                            | Précilhon 43,195533° N, 0,575396° W                | Schloss                 |                                                                                        |                               |
| Schloss Brassalay Château de Brassalay                                         | Biron 43,456815° N, 0,742401° W                    | Schloss                 |                                                                                        |                               |
| Schloss Burosse Château de Burosse                                             | Burosse-Mendousse 43,521901° N, 0,214374° W        | Schloss                 |                                                                                        |                               |
| Schloss Cabidos Château de Cabidos                                             | Cabidos 43,538541° N, 0,463513° W                  | Schloss                 |                                                                                        |                               |
| Schloss Camou Château de Camou                                                 | Aïcirits-Camou-Suhast 43,364942° N, 1,019151° W    | Schloss                 |                                                                                        |                               |
| Schloss Caplane Château de Caplane                                             | Pouliacq 43,522087° N, 0,351742° W                 | Schloss                 |                                                                                        |                               |
| Schloss Cassaber Château de Cassaber                                           | Carresse-Cassaber 43,492989° N, 1,010654° W        | Schloss                 |                                                                                        |                               |
| Schloss Coarraze Château de Coarraze                                           | Coarraze 43,166537° N, 0,230075° W                 | Schloss                 |                                                                                        |                               |
| Schloss Corbère-Abères Château de Corbère-Abères                               | Corbère-Abères 43,472324° N, 0,082411° W           | Schloss                 |                                                                                        |                               |
| Schloss Coublucq Château de Coublucq                                           | Coublucq 43,538962° N, 0,363477° W                 | Schloss                 |                                                                                        |                               |
| Schloss Crouseilles Château de Crouseilles                                     | Crouseilles 43,520847° N, 0,087864° W              | Schloss                 |                                                                                        |                               |
| Schloss Doumy Château de Doumy                                                 | Doumy 43,446493° N, 0,372105° W                    | Schloss                 |                                                                                        |                               |
| Schloss Eliçabéa Château d'Eliçabéa                                            | Trois-Villes 43,1311° N, 0,8775° W                 | Schloss                 |                                                                                        |                               |
| Herrenhaus Elizabelar Manoir Elizabelar                                        | Iholdy 43,283052° N, 1,180504° W                   | Schloss (Herrenhaus)    |                                                                                        |                               |
| Schloss Escos Château d'Escos                                                  | Escos 43,446647° N, 0,995769° W                    | Schloss                 |                                                                                        |                               |
| Schloss Etchaux Château d'Etchaux                                              | Saint-Étienne-de-Baïgorry 43,17737° N, 1,34567° W  | Schloss                 |                                                                                        |                               |
| Schloss Etchepare Salle d'Etchepare                                            | Ibarrolle 43,201526° N, 1,093622° W                | Schloss (Saal)          |                                                                                        |                               |
| Schloss Espelette Château des barons d'Espelette                               | Espelette 43,340202° N, 1,445898° W                | Schloss                 |                                                                                        |                               |
| Schloss Fanget Château de Fanget                                               | Thèze 43,476112° N, 0,348322° W                    | Schloss                 |                                                                                        |                               |
| Schloss Françon Château de Françon                                             | Biarritz 43,461965° N, 1,559879° W                 | Schloss                 |                                                                                        |                               |
| Schloss Garro Château de Garro                                                 | Mendionde 43,345° N, 1,28083° W                    | Schloss                 |                                                                                        |                               |
| Schloss Gelos Haras national de Gelos                                          | Gelos 43,28384° N, 0,367819° W                     | Schloss                 | Nationales Pferdegestüt                                                                |                               |
| Schloss Goès Château de Goès                                                   | Goès 43,199326° N, 0,589845° W                     | Schloss                 |                                                                                        |                               |
| Burg Guiche Château de Guiche (Château des Ducs de Gramont)                    | Guiche 43,522026° N, 1,201919° W                   | Burg                    | Ruine                                                                                  |                               |
| Schloss Gurs Château de Gurs                                                   | Gurs 43,288493° N, 0,75379° W                      | Schloss                 |                                                                                        |                               |
| Schloss Haïtze Château d'Haïtze                                                | Ustaritz 43,396521° N, 1,461817° W                 | Schloss                 |                                                                                        |                               |
| Schloss Haltya Château Haltya                                                  | Ustaritz 43,408742° N, 1,46676° W                  | Schloss                 |                                                                                        |                               |
| Schloss Idron Château d'Idron                                                  | Idron 43,290698° N, 0,311385° W                    | Schloss                 |                                                                                        |                               |
| Schloss Ilbarritz Château d'Ilbarritz                                          | Bidart 43,458705° N, 1,576383° W                   | Schloss                 |                                                                                        |                               |
| Schloss Izeste Château d'Izeste                                                | Izeste 43,090716° N, 0,425881° W                   | Schloss                 |                                                                                        |                               |
| Schloss Joantho Château de Joantho                                             | Aroue-Ithorots-Olhaïby 43,313689° N, 0,913972° W   | Schloss                 |                                                                                        |                               |
| Herrenhaus Infante Maison de l'Infante                                         | Saint-Jean-de-Luz 43,387684° N, 1,665359° W        | Schloss (Herrenhaus)    |                                                                                        |                               |
| Schloss Laàs Château de Laàs                                                   | Laàs 43,378555° N, 0,850173° W                     | Schloss                 |                                                                                        |                               |
| Schloss Lacarre Château de Lacarre                                             | Lacarre 43,192302° N, 1,163883° W                  | Schloss                 |                                                                                        |                               |
| Schloss Lassalle Château Lassalle                                              | Bedous 42,998341° N, 0,599444° W                   | Schloss                 |                                                                                        |                               |
| Schloss Lassalle Château de Lassalle                                           | Bidos 43,179043° N, 0,603191° W                    | Schloss                 |                                                                                        |                               |
| Burg Latsaga Château de Latsaga (Château de Laxague)                           | Ostabat-Asme 43,252685° N, 1,082821° W             | Burg                    |                                                                                        |                               |
| Schloss Légugnon Château de Légugnon                                           | Oloron-Sainte-Marie 43,202184° N, 0,620106° W      | Schloss                 |                                                                                        |                               |
| Herrenhaus Lohobiague Enea Maison Lohobiague Enea                              | Saint-Jean-de-Luz 43,387487° N, 1,663839° W        | Schloss (Herrenhaus)    |                                                                                        |                               |
| Schloss Lota Château Lota                                                      | Ustaritz 43,3972° N, 1,4551° W                     | Schloss                 | Sitz des baskischen Kulturinstituts und der IKAS (centre pédagogique basque)           |                               |
| Schloss der Herren von Luxe Château des seigneurs de Luxe                      | Luxe-Sumberraute 43,339724° N, 1,082422° W         | Schloss                 |                                                                                        |                               |
| Schloss Marracq Château de Marracq                                             | Bayonne 43,479876° N, 1,483547° W                  | Schloss                 | Ruine                                                                                  |                               |
| Schloss Mascaraàs Château de Mascaraàs                                         | Mascaraàs-Haron 43,542965° N, 0,2264° W            | Schloss                 |                                                                                        |                               |
| Burg Maslacq Château Maslacq                                                   | Maslacq 43,438451° N, 0,693304° W                  | Burg                    |                                                                                        |                               |
| Schloss Mauléon Château de Mauléon                                             | Mauléon-Licharre 43,2192° N, 0,8864° W             | Schloss                 |                                                                                        |                               |
| Schloss Maÿtie Château de Maÿtie                                               | Mauléon-Licharre 43,219722° N, 0,890556° W         | Schloss                 |                                                                                        |                               |
| Zitadelle Mendiguren Citadelle de Mendiguren                                   | Saint-Jean-Pied-de-Port 43,162346° N, 1,23394° W   | Festung (Zitadelle)     |                                                                                        |                               |
| Schloss Meyracq Château de Meyracq                                             | Pontacq 43,199267° N, 0,109788° W                  | Schloss (Herrenhaus)    |                                                                                        |                               |
| Schloss Momas Château de Momas                                                 | Momas 43,449282° N, 0,444421° W                    | Schloss                 |                                                                                        |                               |
| Burg Moncade Château de Moncade                                                | Orthez 43,491987° N, 0,769974° W                   | Burg                    | Ruine                                                                                  |                               |
| Herrenhaus Moncayolle-Larrory-Mendibieu Manoir de Moncayolle-Larrory-Mendibieu | Moncayolle-Larrory-Mendibieu 43,2656° N, 0,8507° W | Schloss (Herrenhaus)    |                                                                                        |                               |
| Schloss Mongaston Château de Mongaston                                         | Charre 43,307669° N, 0,862665° W                   | Schloss                 |                                                                                        |                               |
| Burg Montaner Château de Montaner                                              | Montaner 43,3492° N, 0,0125° W                     | Burg                    | Ruine                                                                                  |                               |
| Schloss Montréal Château de Montréal                                           | Sauveterre-de-Béarn 43,398106° N, 0,93983° W       | Schloss                 | Ruine                                                                                  |                               |
| Burg Morlanne Château de Morlanne                                              | Morlanne 43,51° N, 0,5356° W                       | Burg                    |                                                                                        |                               |
| Schloss Mosqueros Château de Mosqueros                                         | Salies-de-Béarn                                    | Schloss                 |                                                                                        |                               |
| Schloss Navailles-Angos Château de Navailles-Angos                             | Navailles-Angos 43,414135° N, 0,330412° W          | Schloss                 |                                                                                        |                               |
| Schloss Olce Château d'Olce                                                    | Iholdy 43,271448° N, 1,184506° W                   | Schloss                 |                                                                                        |                               |
| Château d’Orion Château d'Orion                                                | Orion 43,41862° N, 0,8644° W                       | Schloss                 | Aus dem 17. Jahrhundert, heute ein Kultur-, Gäste- und Veranstaltungshaus der Gemeinde |                               |
| Herrenhaus Ospitalea Maison Ospitalea                                          | Irissarry 43,257065° N, 1,232834° W                | Schloss (Herrenhaus)    |                                                                                        |                               |
| Schloss Pau Château de Pau                                                     | Pau 43,2947° N, 0,375° W                           | Schloss                 |                                                                                        |                               |
| Schloss Peyre Hôtel de Peyre                                                   | Pau 43,294722° N, 0,3745° W                        | Schloss (Hôtel)         |                                                                                        |                               |
| Schloss Poey-de-Lescar Château de Poey-de-Lescar                               | Poey-de-Lescar 43,3459° N, 0,468688° W             | Schloss                 |                                                                                        |                               |
| Schloss Pomps Château de Pomps                                                 | Pomps 43,493825° N, 0,539287° W                    | Schloss (Herrenhaus)    |                                                                                        |                               |
| Burg Pontacq Château de Pontacq                                                | Pontacq                                            | Burg (Stadtbefestigung) | Stadttor und einige Mauern noch vorhanden                                              |                               |
| Fort Le Portalet Fort du Portalet                                              | Etsaut 42,886453° N, 0,562727° W                   | Festung (Fort)          |                                                                                        |                               |
| Schloss Préville Château de Préville                                           | Orthez                                             | Schloss                 | Im Ortsteil Sainte-Suzanne                                                             |                               |
| Schloss Ribère Château de Ribère                                               | Oloron-Sainte-Marie 43,185496° N, 0,60107° W       | Schloss                 |                                                                                        |                               |
| Schloss Ruthie Château de Ruthie                                               | Aussurucq 43,149699° N, 0,933993° W                | Schloss                 |                                                                                        |                               |
| Schloss Saint-Pé Château de Saint-Pé                                           | Salies-de-Béarn 43,47052° N, 0,923772° W           | Schloss                 |                                                                                        |                               |
| Burg Saint-Pée-sur-Nivelle Château de Saint-Pée-sur-Nivelle                    | Saint-Pée-sur-Nivelle 43,353394° N, 1,548707° W    | Burg                    | Ruine                                                                                  |                               |
| Burg Sainte-Colome Château de Sainte-Colome                                    | Sainte-Colome 43,101096° N, 0,403426° W            | Burg                    | Ruine                                                                                  |                               |
| Schloss Salette Château de Salette                                             | Denguin 43,35901° N, 0,508772° W                   | Schloss                 |                                                                                        |                               |
| Schloss Salettes Château de Salettes                                           | Anoye 43,393677° N, 0,142115° W                    | Schloss                 |                                                                                        |                               |
| Schloss Salha Château de Salha                                                 | Bardos 43,474947° N, 1,203006° W                   | Schloss                 |                                                                                        |                               |
| Burg Sault Château de Sault                                                    | Sault-de-Navailles 43,549652° N, 0,672644° W       | Burg                    | Ruine                                                                                  |                               |
| Schloss Sauveméa Château de Sauveméa                                           | Arrosès 43,551635° N, 0,106166° W                  | Schloss                 |                                                                                        |                               |
| Schloss Sévignac Château de Sévignac                                           | Sévignacq-Meyracq 43,1137° N, 0,4137° W            | Schloss                 |                                                                                        |                               |
| Burg Socoa Fort de Socoa                                                       | Ciboure 43,39604° N, 1,683406° W                   | Burg (Fort)             |                                                                                        |                               |
| Schloss Soeix-Oloron Château de Soeix-Oloron                                   | Oloron-Sainte-Marie 43,169275° N, 0,591331° W      | Schloss                 |                                                                                        |                               |
| Schloss Sumberraute Château de Sumberraute                                     | Luxe-Sumberraute 43,362704° N, 1,073345° W         | Schloss                 |                                                                                        |                               |
| Schloss Uhart-Mixe Château d'Uhart-Mixe                                        | Uhart-Mixe 43,279314° N, 1,019172° W               | Schloss                 |                                                                                        |                               |
| Schloss Urtubie Château d'Urtubie                                              | Urrugne 43,3667° N, 1,6883° W                      | Schloss                 |                                                                                        |                               |
| Schloss Vergues Château de Vergues (Château de Fargas)                         | Ascarat 43,169719° N, 1,257858° W                  | Schloss                 |                                                                                        | Icone chateau renaissance.svg |
| Schloss Verlée Château Verlée                                                  | Ledeuix 43,213901° N, 0,620265° W                  | Schloss                 |                                                                                        |                               |
| Schloss Le Vigneau Château du Vigneau                                          | Bayonne 43,505626° N, 1,469674° W                  | Schloss                 |                                                                                        |                               |
| Schloss Vignes Château de Vignes                                               | Sault-de-Navailles 43,554473° N, 0,686914° W       | Schloss                 |                                                                                        |                               |
| Schloss Viven Château de Viven                                                 | Viven 43,459885° N, 0,377762° W                    | Schloss                 |                                                                                        |                               |